# Frontissa

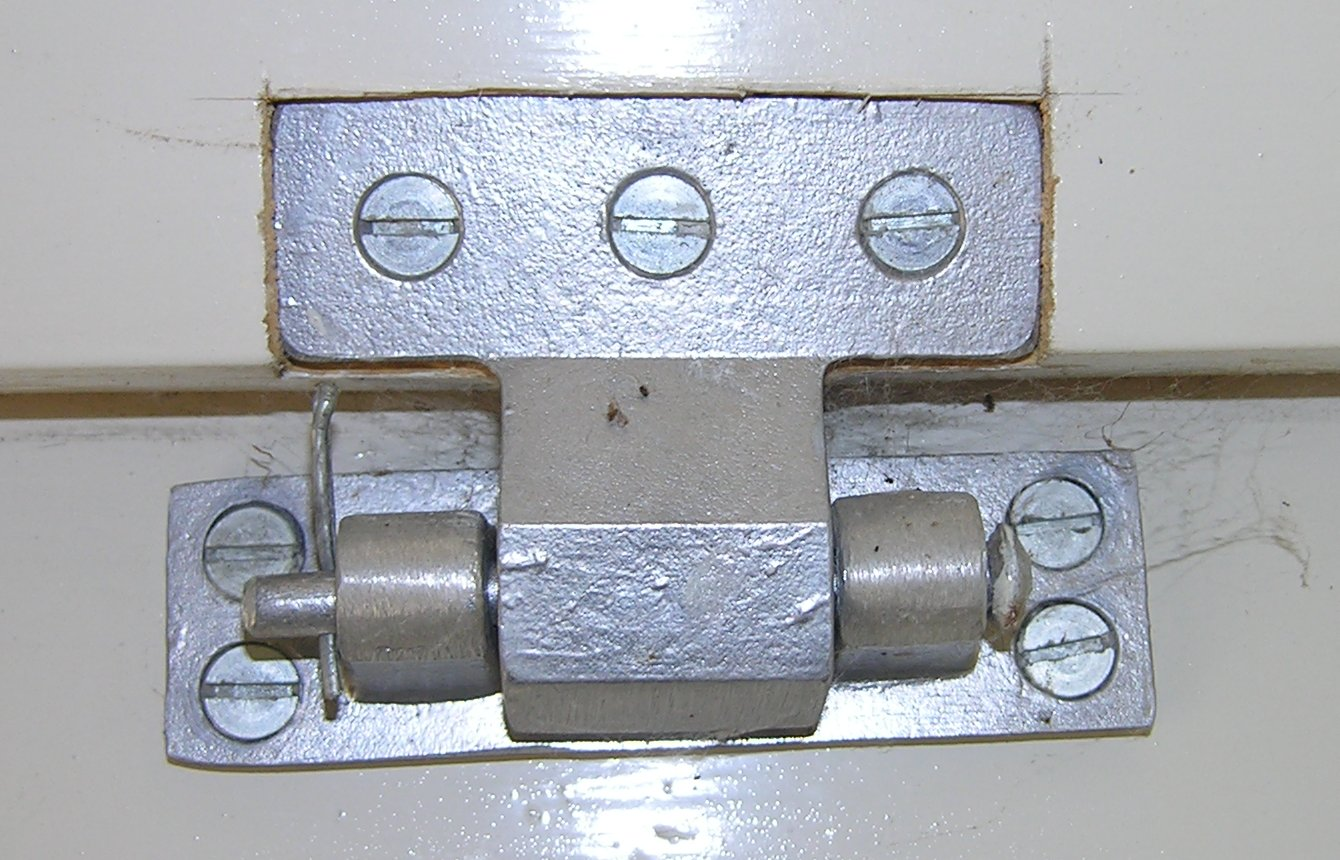
Frontissa

Una frontissa o xarnera és un ferratge que possibilita el gir de portes, finestres o panells de mobles. Compta amb dues peces, una de les quals va unida a la fulla i gira sobre un eix permetent el seu moviment circular. La varietat de models presents en el mercat és enorme i s'adapta en forma i grandària a les seues múltiples utilitats. Els materials de fabricació es poden concentrar en dos grans grups: 
- Plàstic
- Metall: acer, zinc, llautó, bronze, etc.

## Classificació
Segons: 
- el seu grau d'obertura, que varia des dels 40º als 180°, segons l'ús que li volem donar.
- el seu grau de visibilitat: invisibles o visibles, anomenades de barril.
- el seu sistema de col·locació: manual, amb caragols o automàtica, que precisa l'ús de maquinària.

## Frontisses de cassoleta

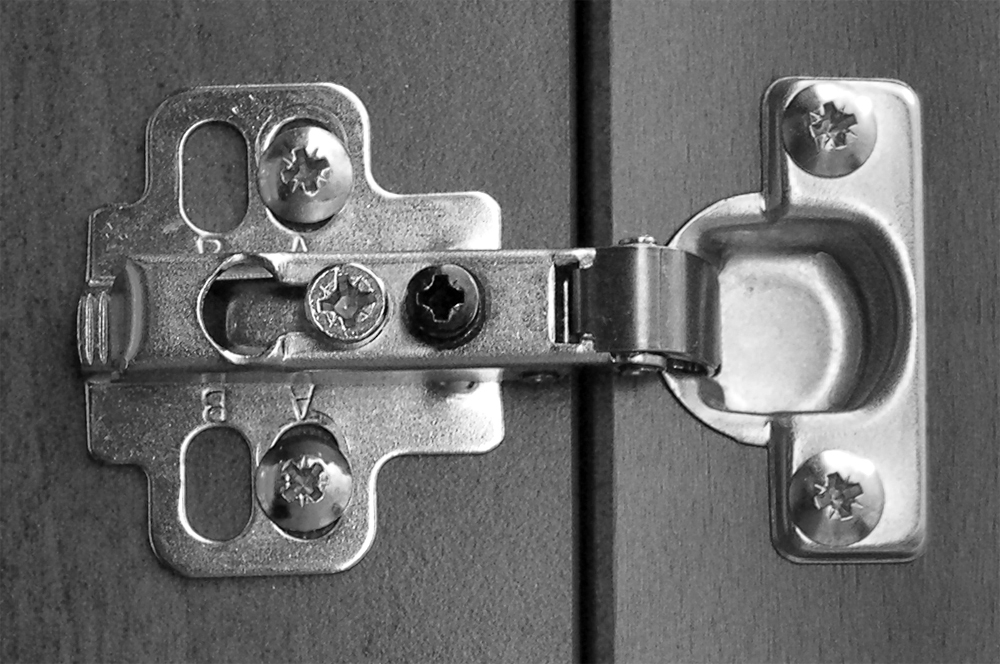
Una frontissa de cassoleta.

A part de les frontisses normals, i la de llibre o de piano, que trobarem en els mobles; la més versàtil i regulable és la frontissa de cassoleta. És invisible des de l'exterior i pren el seu nom d'una de les dues parts que la componen: 1  suport  fixat al moble o estructura i una  cassoleta  que conté les parts mòbils que faran el conjunt abatible i quedarà parcialment incrustada en la porta, en una forat que caldrà mecanitzar prèviament amb una fresa. N'hi ha diferents tipus, segons el format de la porta sobre el que es troben:
- Recta ;
- Colzada.;
- Super-colzada ;

També les trobarem de diferents graus d'obertura, fins 165º i adaptacions especials per al seu muntatge en cantonades, xamfrans, tancaments en 45°, 90° i 180° entre el full i el lateral.